# فنلاند در المپیک تابستانی ۱۹۲۰
فنلاند در بازی‌های المپیک تابستانی ۱۹۲۰ که در شهر آنتورپ بلژیک برگزار شد، کاروان فنلاند با ۶۳ ورزشکار در این رقابت‌ها شرکت کرد و موفق به کسب ۳۴ مدال (۱۵ طلا، ۱۰ نقره، ۹ برنز) شد. در جدول رتبه‌بندی توزیع مدال‌ها، فنلاند در ردهٔ ۴ مسابقات قرار گرفت.